# Vernoil-le-Fourrier
Vernoil é uma comuna francesa na região administrativa da Pays de la Loire, no departamento de Maine-et-Loire. Estende-se por uma área de 33,1 km². Em 2010 a comuna tinha 1 285 habitantes (densidade: 38,8 hab./km²).